# Onychothecus riekoae
Onychothecus riekoae är en skalbaggsart som beskrevs av Teruo Ochi och Masahiro Kon 1998. Onychothecus riekoae ingår i släktet Onychothecus och familjen bladhorningar. Inga underarter finns listade i Catalogue of Life.